# Células capsulares
Las células capsulares, anficitos, células satélite o espaciales son células pequeñas que rodean al cuerpo, dendritas y axones. de las neuronas de los ganglios espinales, craneales y viscerales, formando una verdadera cápsula, por lo que se les llama "capsulares". Existe una estrecha relación entre las células satélites y los somas neuronales, a veces se observan interdigitaciones de sus membranas. Separan la neurona del estroma conectivo que rodea al nervio.
Suelen formar, en los cuerpos neuronales, un revestimiento constituido por la superposición de pocas capas de membrana plegadas, disposición que recuerda la vaina de mielina de las fibras periféricas. La superficie externa de las células satélites esta cubierta por membrana basal que se continúa de una célula a otra y reviste a la célula de Schwann del primer internodo. A veces las células satélites se prolongan sobre el segmento inicial del axón. De hecho, las células capsulares provienen del mismo precursor embrionario que las células de Schwann, el espongioblasto.